# 栗色舟螺
栗色舟螺（学名：Calyptraea sakaguchi）为舟螺科舟螺屬下的一个种。

## 外部連結
- 維基物種上的相關：栗色舟螺